# Professional Disc
Professional Disc (також відомий як PFD, укр. Професійний диск) — формат оптичного носія, створений компанією Sony 2003 року для нової системи запису професійними камерами XDCAM. На той час це був один з двох форматів (разом з Ultra Density Optical), що використовував ультрафіолетовий лазер для зчитування та запису інформації більш щільно, ніж у технології запису інфрачервоним променем, яка використвоувалася для запису CD та DVD форматів.

## Технологія
PFD використовує довжину хвилі 405 нм і числову апертуру (NA) 0,85 для лазера, що дозволяє зберігати 23 ГБ даних на одному диску розміром 12 см. Це еквівалентно майже п'яти одношаровим DVD-дискам. Швидківсть передачі даних у звичайному режимі — 88 Мбіт/с для читання та 72 Мбіт/с для запису. Після випуску диска на 23 ГБ був розроблений і випущений двошаровий диск на 50 ГБ.
Цей формат іноді плутають із форматом Blu-ray Disc — іншим форматом оптичного диска, який використовує синьо-фіолетові лазери та також підтримується Sony. Навіть бокси для PFD і прототип бокса для Blu-ray (пізніше скасований) виглядали дуже схожими. Втім, ці типи дисків мають різні можливості та характеристики. Одношарові диски PFD мають ємність 23 ГБ, тоді як диски Blu-ray можуть зберігати до 25 ГБ. Однак диски Blu-ray наразі дозволяють вдвічі збільшити швидкість передачі даних до 72 Мбіт/с — нижче, ніж PFD. Це пояснюється тим, що на дисках PFD використовуються носії значно вищої якості, а в приводах використовуються компоненти вищої якості, що робить їх надзвичайно дорогими для споживчого сегменту, на який орієнтовано Blu-ray. Диски PFD можуть мати ємність до 100 ГБ для багаторазово записуваних дисків і до 128 ГБ для одноразових дисків.

## Розміри диска
| Розмір диска (GB) | Колір диска | Шари      | Місткість (хвилин запису HD422 50 Mbit/s) | Властивості       |
| ----------------- | ----------- | --------- | ----------------------------------------- | ----------------- |
| 23                | Чорний      | Один      | 45                                        | Перезаписуваний   |
| 50                | Червоний    | Подвійний | 90                                        | Перезаписуваний   |
| 100               | Жовтий      | Потрійний | 180                                       | Перезаписуваний   |
| 128               | Білий       | Чотири    | 240                                       | Для одного запису |